# Fritz Reuter

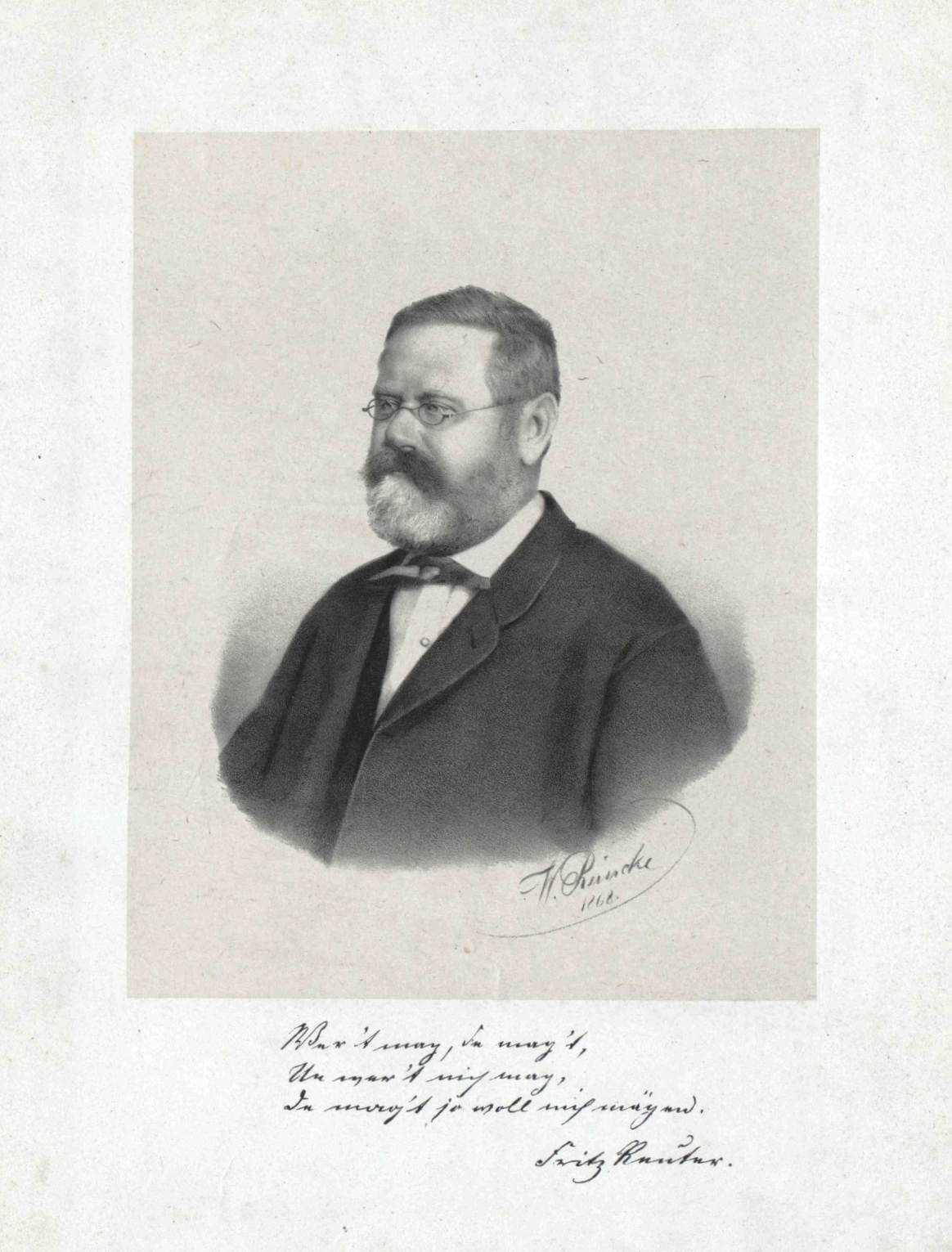
Fritz Reuter

Fritz Reuter (Stavenhagen, 7 de novembro de 1810 – Eisenach, 12 de julho de 1874) foi um escritor alemão.

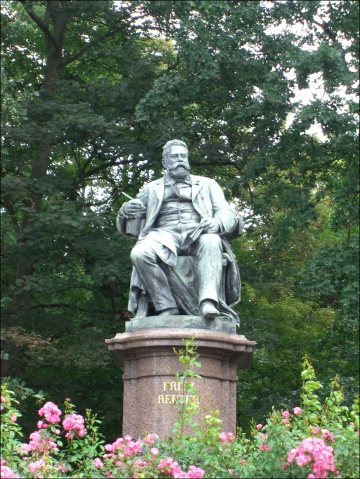
Monumento de Fritz Reuter em Neubrandenburg